# Ezequiel Schelotto
Ezequiel Matías Schelotto (eseˈkjel maˈti.as eskeˈloto, skeˈlɔtto; 23 de maig de 1989) és un futbolista professional argentinoitalià que juga com a lateral o carriler pel Brighton & Hove Albion FC anglés.